# Distrito de Palcamayo

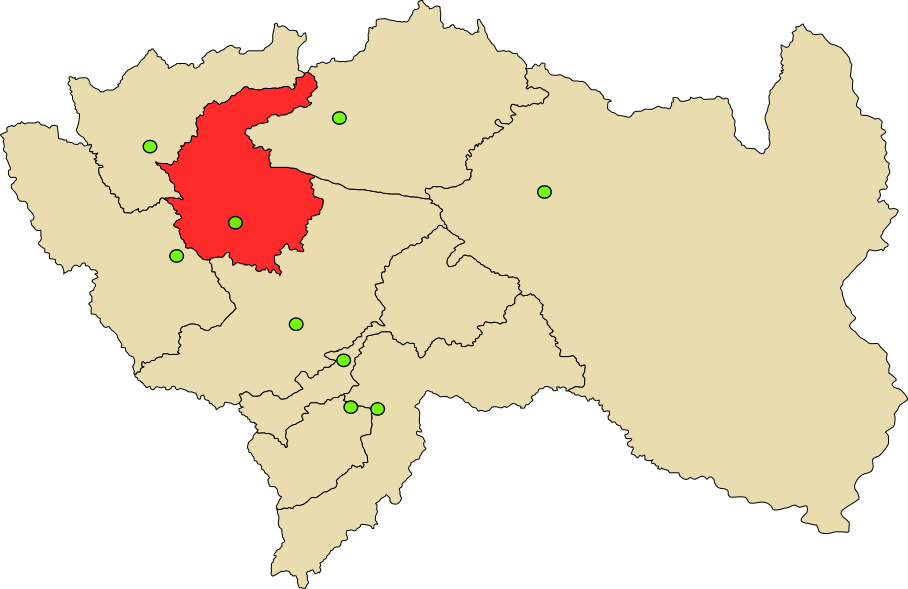
Mapa de la Provincia de Tarma en el Departamento de Junín.

El Distrito de Palcamayo es uno de los nueve que se encuentran en la Provincia de Tarma, ubicada en Departamento de Junín, bajo la administración del Gobierno Regional de Junín, en la sierra central de Perú. Limita por el norte con el Distrito de San Pedro de Cajas; por el sur con el Distrito de Acobamba; por el este con el Distrito de Huasahuasi; y, por el oeste con el Distrito de La Unión.

## Etimología
El nombre del distrito de Palcamayo deriva de dos voces quechuas Pallka que significa tendido bajo, Mayo que significa río, entre otras se refieren que el nombre Palcamayo se deriva de la palabra quechua Palguilan que también significa río tendido.

## Historia
Antes de ser creado como distrito Palcamayo perteneció a Acobamba como anexo de ésta. Para tal efecto fue creado como anexo el 12 de enero de 1857 y siendo responsables: Manuel Arrieta (Considerado como el primer alcalde de Palcamayo), José Pantoja, Manuel Vargas Macassi y Baldomero Porras.
Luego durante el gobierno de José Pardo y Barreda, el Congreso de la República decretó elevarlo a distrito el 3 de octubre de 1904, siendo su primer alcalde Pedro Basto quién organizó al pueblo en cuatro barrios que hasta la fecha se mantienen y son los siguientes: Barrio de Shaca, Barrio de Yauman, Barrio de Ochonga y Barrio de Marcarac. Luego los siguientes alcaldes fueron nombrados por voto y decisión del pueblo.

## Geografía
Abarca una superficie de 168,73 km² y se levanta a una altitud de unos 3 250 m s. n. m.
Se sitúa entre las quebradas convergentes de Shaca y Marcarac y saliendo al pequeño valle de shiquipampa, estando rodeado por los cerros San Cristóbal, Run Run, Ticlan y 
ochonga en cuya base se encuentra el valle de Palcamayo.
Cuenta con dos ríos que son: Río Shaca, que sus afluentes son las aguas de la gruta de Huagapo y el Río Marcarac.

## Autoridades

### Municipales
- 2019 - 2022[2]
  - Alcalde: Leoncio Jesús Navarro Porras, del Movimiento Regional Sierra y Selva Contigo Junín.
  - Regidores:

  1. Juan Fermín Yachachin Calderón (Movimiento Regional Sierra y Selva Contigo Junín)
  2. Amancio Sireneo Solano Tinoco (Movimiento Regional Sierra y Selva Contigo Junín)
  3. Faustino Nicanor Espinoza Diaz (Movimiento Regional Sierra y Selva Contigo Junín)
  4. Miriam Elvira Quincho Poma (Movimiento Regional Sierra y Selva Contigo Junín)
  5. Claudio Flores Surichaqui (Fuerza Popular)

Alcaldes anteriores
- 2015-2018:[3] Ymmer Castro Huamán, Movimiento político regional Perú Libre (PL).
- 2011 - 2014:[4] Guillermo Barjas Vásquez, del Partido Fuerza 2011.
- 2007 - 2010: Leoncio Jesús Navarro Porras.

### Policiales
- Comisaría de Tarma
  - Comisario: Cmdte. PNP Dante Zúñiga Arenas.

## Educación

### Instituciones educativas
I.E N.º 30744 - Inmaculada Concepción (Antes Escuela de Mujeres)
I.E N.º 30743 - San Judas Tadeo (Antes Escuela de Varones)
I.E "San Cristobal" - Educación Secundaria

## Turismo
Cuenta con varios atractivos turísticos como: 
- La Gruta de Huagapo
- La laguna de Cocon
- Las ruinas de Yaumanpata
- Choquemarca
- Racashmarca
- Ticlan
- Conchucan y otros.

### La gruta de Huagapo
Se encuentra ubicada a 3 572 m s. n. m. en el distrito de Palcamayo, para poder visitarla se puede llegar por estos dos accesos o carreteras: 
- Uno:  es de Lima (Capital de la República del Perú), La Oroya, Tarma, Acobamba, Palcamayo y la Gruta de Huagapo.

- El otro acceso es Lima, La Oroya, Condorin, San Pedro de Cajas y Huagapo.

La Gruta está situada en el cerro Racasmarca y la dimensión de la entrada es de 18.90 metros de alto aproximadamente por 33,50 metros de ancho, en la parte lateral derecha tiene un túnel de 100 metros aproximadamente por donde desemboca sus aguas y éstas a su vez forman unas sin fin de cascadas que parecen un velo de una novia (Siendo mejor vistas en la época de febrero, marzo y abril).
Su nombre procede de dos voces quechuas: Huaga y Apu, la primera, significa "lágrimas"; la segunda," poderoso" formando así: "lágrimas del poderoso".
La abertura de la boca de la gruta es de 18,90 x 33,50 metros, en su interior posee estalactitas y estalagmitas, en mil formas, como el león la virgen y otros además de pinturas rupestres de animales como una llama, taruka, guanaco, serpiente, gusano y algunas escenas de caza.
La gruta de Huagapo se hace conocida más o menos en el año de 1969 cuando llega una expedición peruana dirigida por César Morales Arnao, cuyos integrantes fueron Enrique León, Tomas Guerrero, Arturo Morales y Hermilio Rojas, logrando explorar 480 metros de profundidad.
En 1972 llega una expedición polaca del Club Wysokogorsky y hace un recorrido de 1000 metros, llegando hasta el sifón. El mismo año llega la expedición británica del Club Imperio College de Londres y logran explorar 1600 metros de profundidad.
En 1976 llega la expedición francesa del Club Aixois D, ésta expedición (Le Marbre Agir)logra ingresar y bucear el sifón por primera vez. Porque contaba con todos los implementos necesarios para dicha hazaña.
En 1988 Llega la expedición peruana (Ceespe y mundo submarino) llegando a hacer un recorrido de 2000 metros de profundidad.
En el año de 1989 ingresan por segunda vez la expedición (Ceespe y mundo submarino) llegando a ingresar a 2200 metros de profundidad y la expedición peruana francesa logró llegar a los 2.747 metros que hoy se conoce la expedición fue en 1994.
- más información...

### Leyenda de la gruta de Huagapo
Se dice que los primeros pobladores de Palcamayo que se habían asentado en Racasmarca eran personas muy laboriosas, unidas, cumplidoras de sus deberes, obedientes y respetuosas de su Dios, el Sol. Este les prodigaba todos los beneficios. En gratitud ellos le erigieron un templo en las faldas del cerro Racasmarca, que estaba al cuidado de sacerdotes y sacerdotisas. Todas las mañanas ofrecían sacrificios de gratitud.
Un día llegó un espíritu del mal y se apoderó de los corazones de los sacerdotes y sacerdotisas, cundió el mal, el vicio y la maldad. De allí pasó al pueblo. Los hombres se tornaron viciosos. A pesar de que su Dios les amonestaba, estos no obedecían y seguían por el camino del mal. Enfurecida la deidad ordenó su destrucción.
Entonces bajaron los servidores de Dios y destruyeron el templo. Los sacerdotes fueron convertidos en piedras y las sacerdotisas introducidas en profundos calabozos y mazmorras, en donde lloran eternamente por sus pecados.
Así las aguas que salen de la gruta son las lágrimas de las pecadoras y las estalagmitas son los sacerdotes.

### Laguna de Cocon
La Laguna de Cocón se ubica en las zonas altas que rodean el valle de Palcamayo, en la intersección de los macizos cordilleranos y donde el clima es frío. 
El nombre de Cocón proviene por la presencia de oconales o pantanos, abundantes en la zona y donde se desarrolla una vegetación importante conformada especialmente por totorales, cactus, flores silvestres y pastos que sirven de alimento al ganado vacuno y ovino criado por los lugareños.
La laguna se encuentra enclavada al pie de las cordilleras Morrión, Sillagaga y Pucatoro: el espejo de agua mide 10 ha y alcanza 2m de profundidad en época de verano. Sus aguas, muy cristalinas tienen una temperatura aproximada de 16 °C.
La Laguna de Cocón es hábitat de una gran variedad de aves como lichish, pollas de agua, gallaretas y huachuas. Asimimos se pueden encontrar entre las piedras de los cerros a la vizcacha o libre silvestre.